# Erebia epipsodea
Erebia epipsodea is een vlinder uit de onderfamilie Satyrinae van de familie Nymphalidae (vossen, parelmoervlinders en weerschijnvlinders).
De soort kent een verspreiding in een strook van westelijk Noord-Amerika, van Alaska tot het noorden van New Mexico. 
De waardplanten van deze soort zijn diverse soorten grassen. Eitjes worden zowel op dood als op levend gras afgezet. De rups overwintert in het derde of vierde stadium. De soort vliegt van halverwege juni tot in augustus. De spanwijdte is van 42 tot 51 mm.